# Monthey
Monthey (/mɔ̃tɛ/, toponimo francese) è un comune svizzero di 17 573 abitanti del Canton Vallese, nel distretto di Monthey del quale è capoluogo; ha lo status di città.

## Storia
Malgrado alcune tracce di abitanti celtici, Monthey assunse rilevanza nel XII secolo come signoria savoiarda. In seguito alle franchigie concesse nel 1352 dal conte Amedeo VI di Savoia, la borghesia si arricchì orientandosi sull'artigianato: nel XIV secolo sei mulini e le concerie e le tintorie che utilizzavano l'energia creata dalle acque della Vièze contribuirono all'arricchimento di Monthey. Nel 1475-1476 la regione venne conquistata dal Vallese.
Nel 1815 il piccolo borgo di Monthey, rimasto immutato fin dal Medioevo, aprì le porte della prima industria, una vetreria che avrebbe dato il suo nome a un quartiere della città; in seguito alcune piccole azienze si ingrandirono portando a un grande sviluppo industriale, con aziende quali la Ciba (chimica) o la Giovanola (metallurgia). Altre aziende erano rappresentate da vari mulini, frantoi, due concerie, un birrificio, una manifattura di tabacchi, alcune fabbriche di cioccolato, di zucchero, di armi, di orologi, di lenti per occhiali, cinque o sei cave di granito e officine meccaniche, tutte di durata effimera.

## Monumenti e luoghi d'interesse

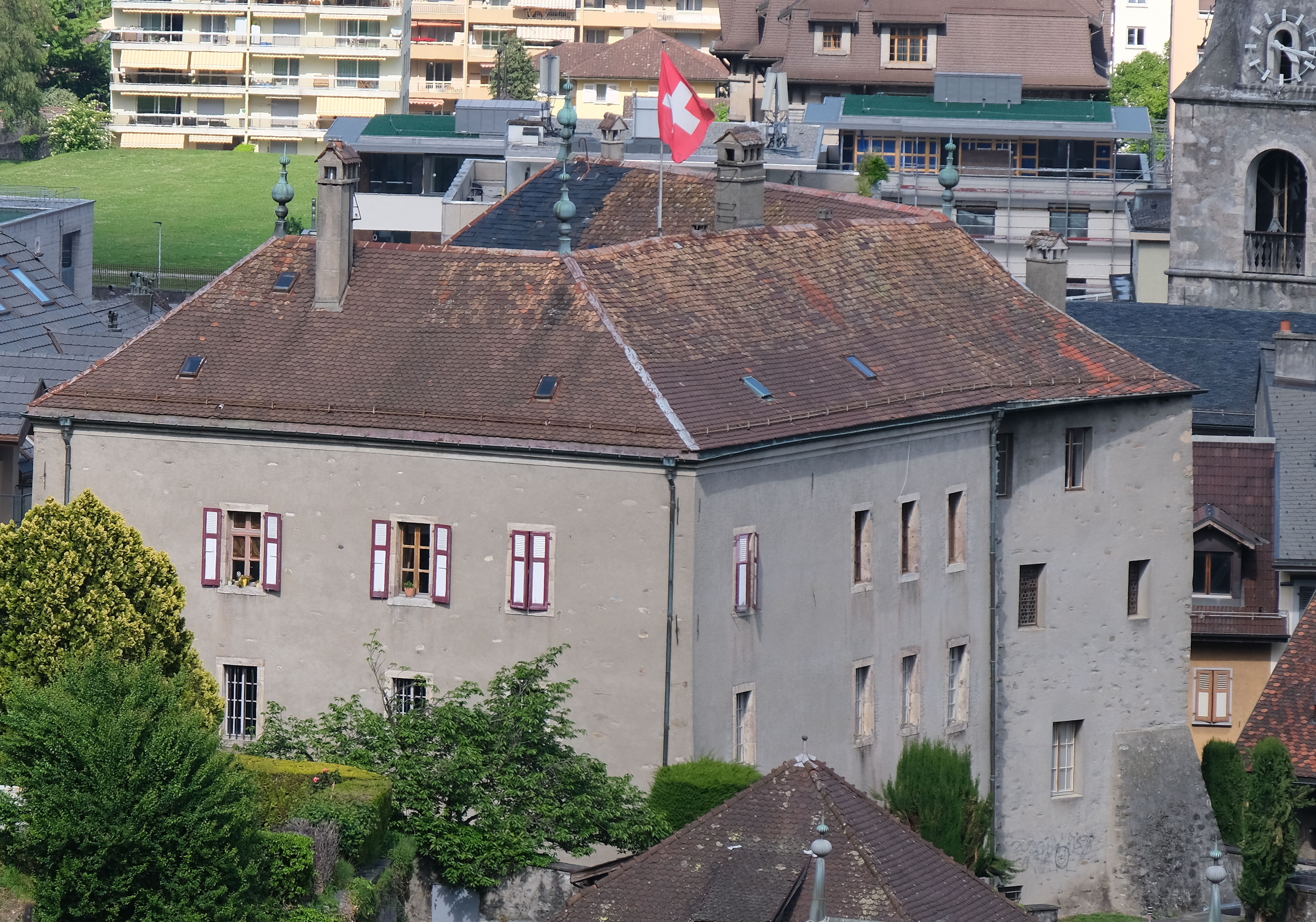
Il castello di Monthey

- Chiesa parrocchiale dell'Immacolata Concezione, eretta nel 1851[1];
- Chiesa parrocchiale di San Silvestro in località Choëx, attestata dal 1237[1];
- Castello di Monthey, attestato dal 1437 e ricostruito nel 1663-1664, sede dell'amministrazione comunale e del Museo del Vieux-Monthey[1].

## Società

### Evoluzione demografica
È la località più popolata del distretto di Monthey e la terza del Canton Vallese dopo Sion e Martigny. Nel 1329 il borgo di Monthey contava 182 fuochi e nel 1422, 56; durante il periodo industriale, che iniziò nella prima metà del XIX secolo, la popolazione aumentò considerevolmente. L'evoluzione demografica è riportata nella seguente tabella:
Abitanti censiti

## Cultura

### Teatro

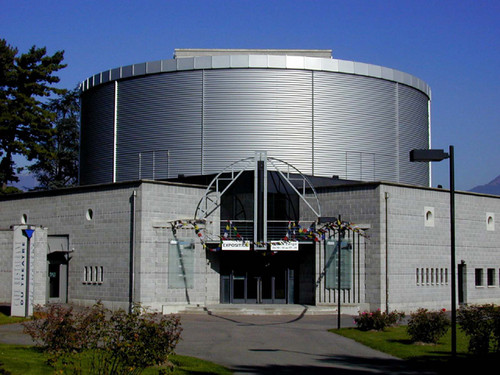
Il teatro del Crochetan

Monthey possiede un importante teatro, il teatro del Crochetan, costruito nel 1989 e conosciuto anche come La boîte de conserve ("la scatola di conserva") a causa della sua forma.

### Tradizioni e folclore

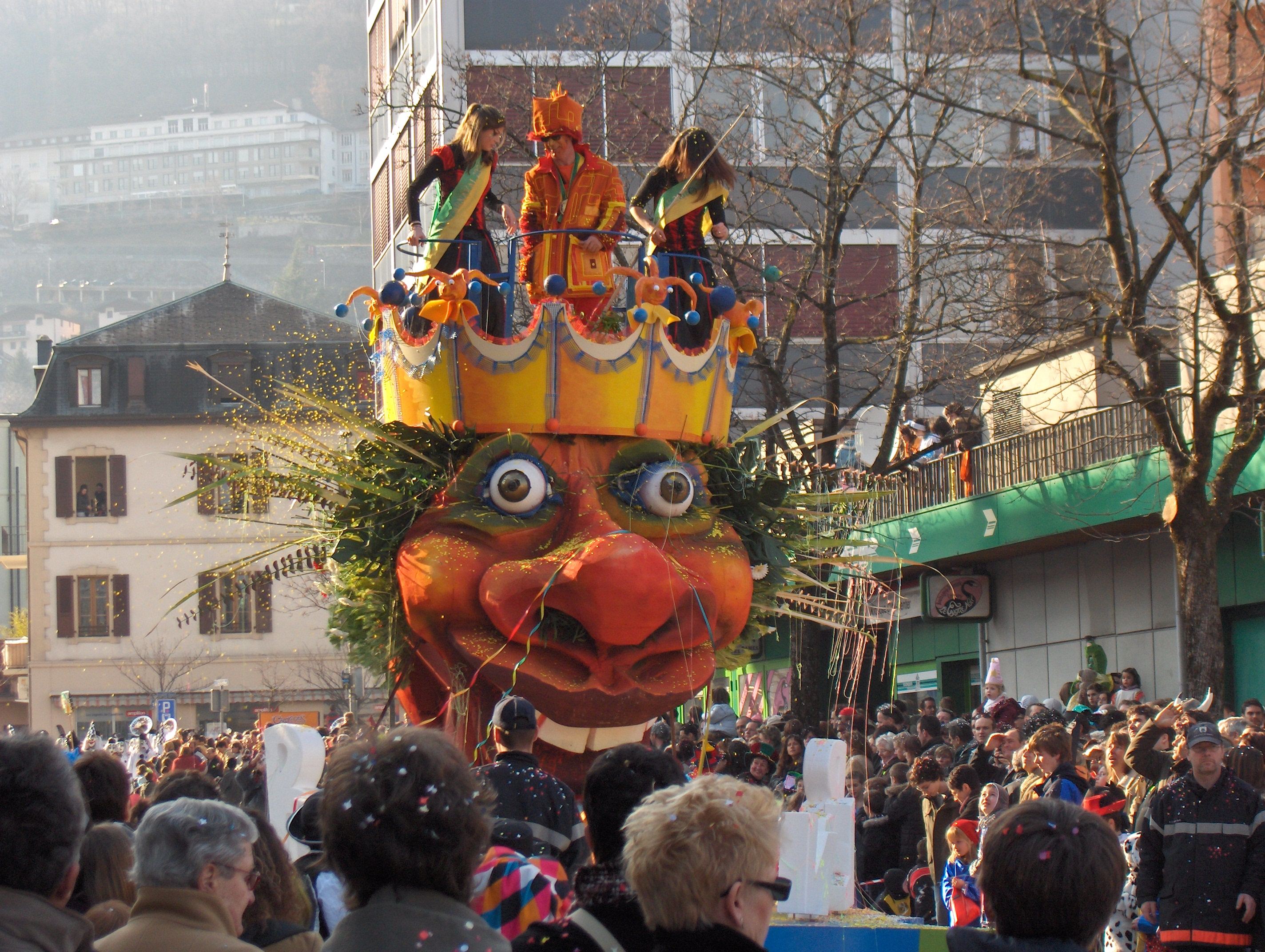
Il carnavale del 2007

Monthey è nota per il suo carnevale, uno dei più importanti della Svizzera, istituito nel 1872.

## Economia
Monthey la principale città industriale del Vallese, comprendente diversi impianti farmaceutici e chimici. Tra le più note aziende che possiedono un sito a Monthey figurano la Ciba (chimica), la Huntsman (plastiche) e la Syngenta (chimica). Il gigante tedesco della chimica BASF ha due stabilimenti a Monthey: BASF Schweiz AG, che produce essenzialmente sbiancanti ottici, e BASF Colors & Effects Switzerland SA, che produce diverse serie di pigmenti.

## Infrastrutture e trasporti
Monthey è servito dalla stazione di Monthey, sulla ferrovia Saint-Gingolph-Saint-Maurice, e dalle stazioni di Monthey-En Place, Monthey-Ville e Monthey-Hôpital sulla ferrovia Aigle-Ollon-Monthey-Champéry.

## Amministrazione
Ogni famiglia originaria del luogo fa parte del cosiddetto comune patriziale e ha la responsabilità della manutenzione di ogni bene ricadente all'interno dei confini del comune.

### Gemellaggi
- Diekirch, dal 1954[senza fonte]
- Ivrea, dal 1954[senza fonte]
- Tubinga, dal 1959[senza fonte]
- Göd, dal 2007[senza fonte]

## Sport
A Monthey hanno sede diverse società sportive professionistiche: la B.B.C. Monthey (pallacanestro), l'HC Monthey-Chablais (hockey su ghiaccio), il Football Club Monthey (calcio), i Monthey Rhinos (football americano), le Aguilas de Monthey (baseball), l'Ovalie Chablaisienne Monthey (rugby), il CMM (atletica).
Nel 2005 la città ha ospitato il VII Festival olimpico invernale della gioventù europea.